# Antonín Jan z Nostic
Antonín Jan hrabě z Nostic-Rienecku (německy Anton Johann Graf von Nostitz-Rieneck; 1652 – 30. října 1736) byl český šlechtic z hraběcího rodu Nosticů z Rokytnice a Nosticů z Rienecku. Vlastnil rozsáhlé statky v Krušnohoří a v okolí Prahy. Původně působil jako diplomat, poté zastával desítky let nejvyšší úřady v zemské správě Českého království.

## Původ a kariéra
Narodil se jako starší syn hraběte Jana Hartvíka z Nostic (1610–1683), zakladatele linie Nosticů z Rienecku mocenského a majetkového vzestupu rodu v 17. století, a jeho první manželky Eleonory Lobkovicové, ovdovělé hraběnky Berkové z Dubé († 1681). V roce 1677 byl jmenován císařským komořím a získal nižší úřad v české dvorské kanceláři.
Po otcově smrti (1683) zdědil rozsáhlý majetek v Čechách i v Německu (hrabství Rhieneck v dnešním Bavorsku) a jako říšský hrabě získal nabídku ke vstupu do diplomatických služeb. V letech 1684–1689 byl císařským vyslancem ve Švédsku. Ve Stockholmu za vlastní peníze zakoupil 133 historických listin odvezených z Prahy švédskými vojsky v roce 1648 a daroval je stavovskému archivu. V letech 1695–1708 byl nejvyšším dvorským sudím, po smrti svého nevlastního bratra Františka Antonína Berky z Dubé převzal i hodnost nejvyššího maršálka Českého království (1706–1708). Svou kariéru završil dlouholetým působením ve funkci českého nejvyššího hofmistra (1708–1732). Z pozice svých postů v zemské správě byl též členem sboru královských místodržících a v roce 1716 byl jmenován skutečným tajným radou, důležitou ceremoniální úlohu měl při korunovaci Karla VI. českým králem v Praze v roce 1723. Mimo jiné zastával i čestnou hodnost chebského purkrabího.

## Majetkové poměry a rodina
V roce 1683 zdědil po otci významné majetkové celky v Krušnohoří a východně od Prahy. V Krušných horách vlastnil panství Falknov (nynější Sokolov), Kraslice a Jindřichovice, na sever od Prahy mu patřila panství Pakoměřice a Měšice. V krátkém mezidobí po otcově úmrtí a před svým odjezdem na diplomatickou misi do Švédska navštívil statky v západních Čechách, ve Falknově a Kraslicích potvrdil městská privilegia, na Kraslicku se snažil udržet těžbu stříbra a železné rudy, podporoval také rozvoj živností.

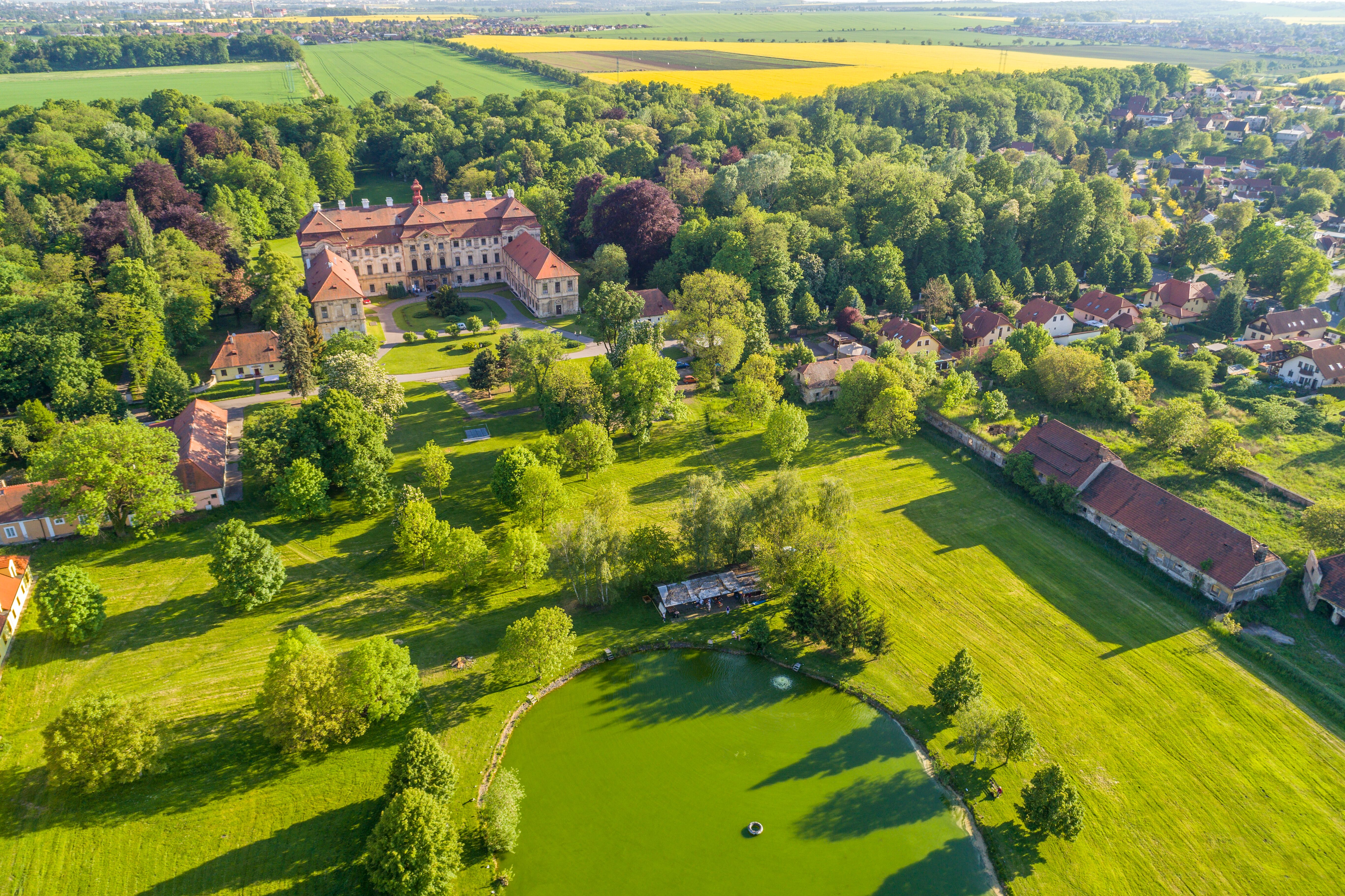
Zámek Měšice, spolu s parkem a hospodářským dvorem.

I když měl na svých statcích k dispozici několik sídel (zámky ve Falknově, Jindřichovicích nebo Pakoměřicích), s ohledem na výkon funkcí v zemské správě pobýval převážně v Praze, kde byl jeho sídlem Nostický palác na Maltézském náměstí. Diplomatickou službou i výkonem státních úřadů náročných na reprezentaci se značně zadlužil, což jej nakonec vedlo k prodeji panství Kraslice, které bylo nejvzdálenější z českých statků. Za 291 000 zlatých je v roce 1723 koupil dolnorakouský vládní rada Karel von Schmidlin, který však přecenil své finanční možnosti a kvůli nedodržení podmínek kupní smlouvy se Kraslice v roce 1729 vrátily zpět do majetku Antonína Jana Nostice, tehdy zároveň došlo ke sloučení kraslického panství s Jindřichovicemi. Z pozůstalosti svého nevlastního bratra hraběte Františka Antonína Berky, který byl posledním mužským potomkem starobylého českého rodu Berků z Dubé, zdědil v roce 1706 panství Jablonné v Podještědí, které však krátce poté prodal.
Jeho manželkou byla hraběnka Marie Terezie z Herbersteinu († 1742), dcera císařského důstojníka Jana Ferdinanda hraběte z Herbersteinu (1640–1675) ze staré rakouské rodiny. Tímto sňatkem se stal mimo jiné švagrem polního maršála a neapolského místokrále hraběte Wiricha Filipa z Daunu (1669–1741). Jediným potomkem Antonína Jana Nostice byl syn Karel Josef (1681-1703), který zemřel v mládí. Dědicem majetku se tak později stal synovec František Václav (1697–1765).
Ve věku osmdesáti let rezignoval na zemské funkce (1732), zemřel o čtyři roky později, 30. října 1736 a byl pohřben v rodinné hrobce v kapucínském klášteře v Sokolově. Svého syna Karla Josefa přežil o 33 let.